# Alexis Wright
Alexis Wright, född 25 november 1950 i småstaden Cloncurry i Queensland, är en australisk författare och förespråkare för aboriginernas landrättigheter. Hon tillhör Waanyifolket, som har sitt område i högländerna söder om Carpentariaviken i Queensland och Northern Territory.
Alexis Wrights far – som var vit boskapsuppfödare – dog när hon var fem år, och hon och en syster växte upp i Cloncurry med mor och mormor under fattiga omständigheter. Hon lärde sig om Waanyifolkets historia och kultur av sin mormor.
Alexis Weight har gett ut fyra romaner, en biografi och flera faktaböcker. Hon debuterade 1997 med romanen Plains of Promise.
Hon var 2018–2022 professor i australisk litteratur på University of Melbourne. Hon är (2024) professor i kreativt skrivande på Western Sydney University.
Hon studerade "professional and creative writing" på Royal Melbourne Institute of Technology, där hon 2009 blev hedersdoktor.
Hon har fått de australiska bokutmärkelserna Miles Franklin Award (2007 för romanen Carpentaria och 2024 för Praiseworthy) och Stella Prize (2018 för Tracker och 2024 för Praiseworthy).

### Romaner
- Plains of Promise, University of Queensland Press, Brisbane 1997, ISBN 9780702229176
- Carpentaria, Giramondo, Sydney 2006, ISBN 9781920882174
- The Swan Book, Giramondo, Sydney 2013, ISBN 9781922146410
- Praiseworthy, Giramondo, Sydney 2023, ISBN 9781922725325

### Övriga
- "Le pacte du serpent arc-en-ciel", Actes Sud, Paris 2002, ISBN 978-2742740956 (noveller)
- Grog War, Magabala 1997, ISBN 1-875641-31-9.
- Croire en l'incroyable, Actes Sud, Paris 2000, ISBN 978-2742731206
- Take Power - An Anthology Celebrating Twenty Years of Land Rights in Central Australia, Jukurrpa Books l998 (antologi med Alexis Wright som redaktör)
- Tracker, Giramondo, Sydney 2017), ISBN 978-1925336337 (biografi över aboriginledaren Tracker Tilmouth (1954-2015))

## Att läsa vidare
- Marilyne Brun och Estelle Castro-Koshy: Alexis Wright - Centring Indigenous Stories, Wording Possibilities i Commonwealth Essays and Studies¨ 2022:44.2[1]